# Barbastro
Barbastro è un comune spagnolo di 15 053 abitanti situato nella comunità autonoma dell'Aragona.

## Geografia
È il capoluogo della comarca del Somontano de Barbastro.
È un'antica cittadina agricola e commerciale vicina al luogo dove il fiume Vero riceve l'affluente Cinca nella pianura aragonese. Nella sua comarca si produce un vino con la qualifica DOC: Vino de Samontano. 
È sede vescovile e centro di servizi e commercio, che sono qui centralizzati per tutte le valli dei Pirenei orientali.
È a 21 km da Huesca e 67 km da Lerida.

## Storia
Antica città celtibera col nome di Bergidum o Bergiduna, fu anche un'importante città romana chiamata Brutina e appartenente alla provincia della Hispania Citerior, detta anche Tarraconensis dalla città di Tarragona. Poi fu anche un'importante città araba, più volte riconquistata e perduta dai Cristiani. Gli Arabi, guidati da Musa ibn Nusayr vi si insediarono già nel 714 e la chiamarono Barbaschter nome dal quale è evidente la denominazione attuale di Barbastro. Fece parte poi dell'emirato, quindi del califfato di Cordova e poi della taifa di Saragozza, fino a che, nel 1064 il re di Aragona, Sancho Ramirez la riconquistò; ma fu di nuovo musulmana nel 1065, finché, nel 1101, il re di Aragona Pietro I la riconquistò definitivamente e, con il consenso del popolo, la fece sede episcopale, trasferendola da Roda de Isabena. Fu inoltre sede nel 1134 delle Cortes generali di Aragona, durante le quali il fratello di Pietro I e di Alfonso I il Battagliero, fu eletto re di Aragona, Ramiro II detto El Monje (il Monaco), che nel 1137, promise sua figlia Petronilla, di circa un anno, in sposa (questo matrimonio, che verrà celebrato a Lérida, nell'agosto del 1150, sancì la nascita della Corona d'Aragona) al conte di Barcellona, Raimondo Berengario IV e l'impegno matrimoniale fu firmato, l'11 agosto 1137, sempre a Barbastro.  Il 13 novembre dello stesso anno Ramiro II el Monje abdicò, in favore della figlia Petronilla, e delegò il futuro genero a governare il regno di Aragona con il titolo di principe di Aragona e conte di Barcellona, tornando egli definitivamente alla vita monastica.
Molti altri concili provinciali e diocesani si svolsero in questa città in seguito e le Cortes si riunirono nuovamente a Barbastro nel 1626. 
Dopo questa data Barbastro non fu più protagonista della storia e seguì le sorti della Corona d'Aragona prima e della Spagna poi. 
Durante la guerra civile spagnola, Barbastro fu teatro del martirio di 51 religiosi clarettiani, giustiziati dalle milizie del Fronte Popolare. Inoltre, furono incarcerati gli esponenti dei socialisti, repubblicani, anarchici e comunisti oppositori del colpo militare di Francisco Franco e, dopo processi sommari, furono giustiziati fra il 1938 e il 1948 anche quando la guerra civile era già finita.
La situazione economica di Barbastro fu discretamente florida fino al XX secolo, quando si manifestò un arresto dello sviluppo e un regresso economico che si arrestò solo a partire dagli anni '60 allorché l'agricoltura si riprese, si coltivarono nuovamente i cereali su ampie estensioni e venne accordata la tipizzazione del vino Samontano. Si riprese pure l'attività commerciale e si favorì l'insediamento di nuove aziende creando spazi appositi.
Barbastro ha dato i natali il 9 gennaio 1902 a Josemaría Escrivá, fondatore dell'Opus Dei.

## Monumenti
- Catedral de Santa María de la Asunción, edificio tardo gotico eretto negli anni dal 1500 al 1533.
- Palacio Episcopal, dei secoli XVI-XVII.
- Palacio de Argensola, dei secoli XVI-XVII.
- Casa Zapatillas, del XVIII secolo.
- Chiesa di Santa Fe, del XVI secolo.
- Chiesa di San Francisco, del XVI secolo.
- Chiesa dell'antico Hospital de San Julian, del XVI secolo.
- Chiesa dei Missionari, del XX secolo
- Santuario de la Virgen de Pueyo, del XIII secolo, sito su una collina fuori città.
- El Almerge, resti di una chiesa romanica di cui si conserva l'abside e parte di un muro.

## Dintorni
A 23 km Alquézar pittoresco villaggio su un roccione alla destra del fiume Vero sovrastato da un castello islamico. A 28 km El Grado paese con una notevole collegiata gotica del XV secolo e con un bacino artificiale di vaste proporzioni.

## Feste
- Festa della Natività della Vergine, dal 4 all'8 settembre, con corride, passacaglie, concerti.
- Festa di San Ramon il 21 giugno: si fa il Torno de fuego accendendo falò in tutti i quartieri.
- Festa del Crespillo il 25 marzo: in tutte le case si fanno dei dolci tradizionali. Questa usanza si è trasformata in una festa gastronomica all'aperto in cui si distribuiscono i dolci gratuitamente ai presenti-
- Festival del vino di somontano nella prima settimana d'agosto da giovedì a domenica.
- Romeria al Santuario di Nostra Signora del Pueyo il lunedì di Pasqua. È il pellegrinaggio al santuario seguito, dopo i riti religiosi, da una festa campestre con pranzo musica, danze e giochi.

## Amministrazione

### Gemellaggi
- Saint-Gaudens